# I Disappear
„I Disappear“ je skladba heavymetalové skupiny Metallica. Skladba vznikla začátkem roku 2000 jako soundtrack k filmu Mission Impossible II. Skladba se držela 7 týdnů na 1. příčce Billboard Hot Mainstream Rock Tracks v létě 2000.
Skladba je značně odlišná od ostatních skladeb skupiny, text je kratší a opakuje se, délka nepřesahuje pátou minutu a zvuk je velmi čerstvý, rockový a moderní, kytarové sólo není nijak složité a je krátké. Píseň byla pevnou součástí Summer Sanitarium Tour 2000 a občasně byla hrána na Madly in Anger with the World Tour 2004, kde bylo přidáno také intro převzaté z refrénu písně. Stojí za povšimnutí, že text písně magicky souvisí s odchodem baskytaristy Jasona Newsteda, který odešel ze skupiny o tři čtvrtě roku později po nahrání skladby.

## Videoklip
Videoklip k této písni režíroval osvědčený Wayne Isham. Samotné video odhaluje členy skupiny v rolích jiných filmů. James Hetfield uniká ve svém 1967 Chevroletu Camaro strmými ulicemi San Francisca postupující katastrofě tak jako je to ve filmu Bullittův případ, Kirk Hammett je na poušti pronásledován letadlem z filmu Na sever severozápadní linkou, Jason Newsted se snaží projít davem a čelí tisícům lidí (Brazil), a Lars Ulrich sebevražedně vyskočí z budovy (Smrtonosná past). Auto, které řídil James ve videu, mu později bylo darováno. Později jej James vydražil na eBay a výtěžek věnoval na charitativní účely.

## Kauza Napster
Na jaře 2000 objevil Lars Ulrich na P2P sítí pro sdílení mp3 souborů Napster demo této skladby. Později se rozhodl pro soudní řešení tohoto konfliktu, který se stal odstrašujícím případem pro nelegální stahování a šíření hudby na internetu. Metallica konflikt, který přerostl v gigantický soudní proces sice vyhrála, ale později skončil mimosoudní dohodou mezi Metallicou a Napsterem a Napster byl převeden na placenou službu.